# 바미안 석불

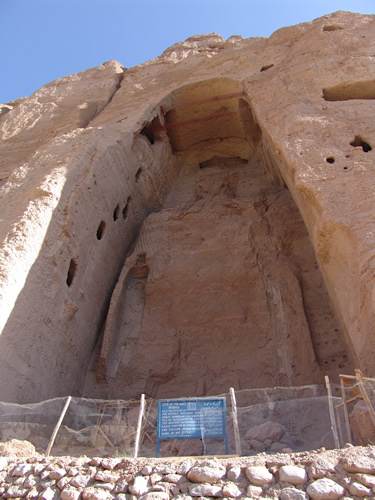
2001년 파괴된 후의 바미얀 석불 (2005년)

바미안 석불(페르시아어: تندیس‌های بودا در باميان tandis-ha-ye buda dar bamiyaan)은 아프가니스탄 바미안주의 힌두쿠시산맥의 절벽 한 면을 파서 세워져 있었던 석불들이다. 이 석불들은 6세기경에 세워졌으며 그리스 조형 미술의 영향을 받은 간다라 양식이다. 혜초의 《왕오천축국전》에서도 이를 간략히 언급한 적이 있다.
2001년 3월 8일과 3월 9일 이슬람 국가를 포함한 국제사회의 반대에도 불구하고 이슬람 원리주의를 내세운 탈레반 정권에 의해 다이너마이트로 파괴되었다.

## 같이 보기
- 연등불